# Lilian Lee
Lilian Lee (chinesisch 李碧華 / 李碧华, Pinyin Lǐ Bìhuá, W.-G. Li Pi-Hua, Jyutping Lei5 Bik1waa4, kantonesisch Lee Pik-Wah; * 30. November 1958 als Li Pak 李白,  Lǐ Bái, Jyutping Lei5 Baak1 in Hongkong) ist eine chinesische Schriftstellerin und Drehbuchautorin.

## Leben
Lee lebt in Hongkong und ist öffentlichkeitsscheu. Sie stammt aus einer großbürgerlichen Händlerfamilie aus der Stadt Taishan in Guangdong (Kanton). Die Familie handelte mit Arzneikräutern und -gütern für die traditionelle chinesische Medizin. Lee lebte als Kind zusammen mit ihrem Großvater väterlicherseits, der vier Ehefrauen hatte, auf einem großen Anwesen und hörte dabei allerlei Geschichten, die schließlich zu ihrer wichtigsten Inspirationsquelle wurden. Sie wuchs in Hongkong auf und ging dort auf die True Light Middle School of Hong Kong (香港真光中學). Lee hat eine Zeit lang als Journalistin und als Grundschullehrerin in Kwai Tsing in Hongkong gearbeitet. Lee schrieb verschiedene literarische Werke, Drehbücher und mehrere Romane, von denen einige verfilmt wurden. Für die meisten ihrer Werke gibt es bisher keine Übersetzung. (Stand 2021)

## Werke (Auswahl)

### Romane
- Li, Bihua (aka Li, Pi-hua aka Lilian Lee): Farewell to my concubine : a novel. New York : W. Morrow, 1993
  - Lebewohl meine Konkubine. Übersetzung Karl Georg. München : Goldmann, 1993 ISBN 978-3-442-42334-7
- Li, Bihua (aka Li, Pi-hua aka Lilian Lee): Last princess of Manchuria. Übersetzung ins Englische Andrea Kelly. New York, N.Y. : Morrow, 1992
  - Die letzte Prinzessin : Roman. Übersetzung ins Deutsche Dörte Middelhauve, Frieder Middelhauve. München : Goldmann, 1993 ISBN 978-3-442-42286-9 (über Yoshiko Kawashima)